# ماروش فيرينك
ماروش فيرينك (بالسلوفاكية: Maroš Ferenc)‏ هو لاعب كرة قدم سلوفاكي في مركز حراسة المرمى، ولد في 19 فبراير 1981 في بريشوف في سلوفاكيا. شارك مع منتخب سلوفاكيا تحت 19 سنة لكرة القدم. أما مع النوادي، فقد لعب مع إف سي آيندهوفن ونادي ترنتشين.

## وصلات خارجية
- ماروش فيرينك على موقع قاعدة بيانات كرة القدم.إي يو (الإنجليزية)
- ماروش فيرينك على موقع Soccerway.com (الإنجليزية)